# Yuri Lodigin
Yuriy Lodigin ou Yuri Lodygin (em russo:   Юрий Лодыгин, em grego:   Γιούρι Λοντίγκιν) (Vladimir, 26 de maio de 1990) é um futebolista russo que atua como goleiro. Defende atualmente o Panathinaikos.

## Clubes

### Skoda Xanthi
Nascido em Vladimir (cidade) de um pai russo e uma mãe grega, foi criado na Grécia. Jogou pelo Skoda Xanthi chegando das camadas jovens. Foi emprestado pelo Eordaikos para a época 2010–11. Retornou Skoda Xanthi, mas praticamente não atuou.

### Zenit
Em junho de 2013 foi contratado pelo Zenit São Petersburgo. Consolidou-se como titular da equipe, o que lhe rendeu convocações para a Seleção Russa de Futebol.

## Seleção Russa
Estreou pela Seleção Russa principal em 19 de novembro de 2013 em partida amistosa contra a Coreia do Sul.

## Títulos
Equipe

### Zenit
- Campeonato Russo: 2014-15
- Supercopa da Rússia: 2016